# Тараски

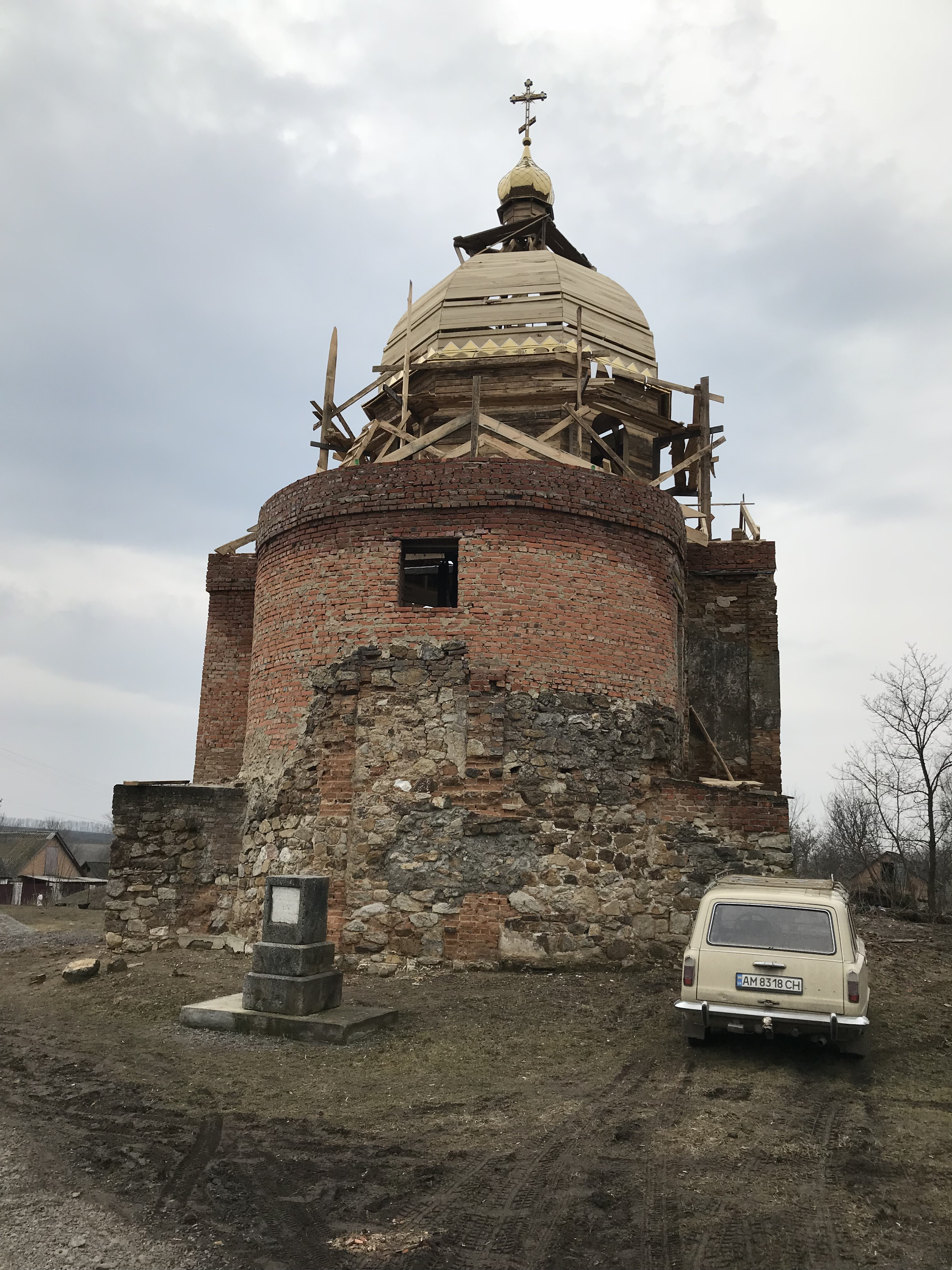
Храм Різдва Пресвятої Богородиці

Тара́ски — село в Україні, в Уланівській сільській громаді Хмільницького району Вінницької області. Населення становить 528 осіб.

## Географія
На північно-східній околиці села річка Самець впадає у річку Витхлу.

## Уродженці
- Маринич Василь Сергійович (2001—2022) — майстер-сержант окремого загону спеціального призначення НГУ «Азов» Національної гвардії України, учасник російсько-української війни, що загинув у ході російського вторгнення в Україну в 2022 році[1].
- Кравчук Дем'ян Олексійович (2000 — 2023) — старший солдат Збройних Сил України, учасник російсько-української війни. Снайпер взводу розвідки спеціального призначення 1 БОП 15 БРОП.